# حقل مليته للنفط و الغاز

## نبذة عن الشركة
تم إنشاء شركة مليته للنفط والغاز بموجب قرار اللجنة الشعبية العامة رقم (253) لسنة 1376 و.ر/ 2008م، الصادر بتاريخ 15 ربيع الثاني 1376 الموافق 2008/12/04 م، بالموافقة على أسس الاتفاق المُبرم بين المؤسسة الوطنية للنفط وشركة إينى شمال أفريقيا بتاريخ  2007/10/16م، والذى ينص على دمج أصول ونشاط كلاً من شركة إيني للنفط وشركة مليته للغاز، ويبدأ تطبيقه في 01/01/ 2008م.
وقعت المؤسسة الوطنية للنفط مع شركة إينى شمال أفريقيا اتفاقية مساهمين يوم 01 ذو القعدة 1376و.ر، الموافق 2008/10/30 م، يتم بموجبها تكليف شركة مليته للنفط والغاز بإدارة وتشغيل العمليات النفطية لمناطق العقود الموقعة في 2008/6/12م، والتي بلغ عددها 6 اتفاقيات مقاسمة النمط الرابع، وبهذا تكون شركة مليته للنفط والغاز أكبر شركة نفطية في ليبيا، حيث يبلغ إنتاجها اليومي حوالى 600,000 برميل نفط مكافئ ( نفط خام، غاز طبيعي، مكثفات غازية من بروبان وبيوتان ونافتا)، هذا بالإضافة إلى إنتاج حوالى 450 طن من عنصر الكبريت يومياً.
وُتدير الشركة عدداً من الحقول النفطية البرية المنتشرة بمختلف مناطق ليبيا، وحقول بحرية متمثلة في ثلاث منصات بحرية، وخزان عائم. كما تدير الشركة أيضاً شبكة خطوط أنابيب برية مختلفة الأحجام ممتدة آلاف الكيلومترات، ويتم تصدير جزء من الغاز الطبيعي المعالج من مجمع مليته الصناعي عبر خط أنابيب بحري (بقطر 32 بوصة وبطول 516 كم) يربط مجمع مليته الصناعي بالساحل الجنوبي لإيطاليا وتديره شركة ” الدفق الأخضر Green Stream ” ، ويُعد خط التصدير البحري هذا كأول ربط بين ليبيا وأوروبا.
كما تساهم شركة مليته للنفط والغاز في سد جزء كبير من احتياجات الاستهلاك المحلي من الغاز الطبيعي الذي يغدي محطات توليد الكهرباء